# Camelia Malik
Camelia Malik (22 de abril de 1955, Yakarta), es una actriz y una popular cantante de Indonesia. Es considerada una de las divas más populares en su país de origen, por el gran éxito alcanzado.

## Familia
- Djamaludin Malik, Mia's father (director de cine)
- Ahmad Albar, Mia's brother (cantante de rock).

## Filmografía
- Nada-nada Rindu
- Jaka Swara
- Laki-laki Pilihan
- Lorong Hitam
- Dalam Sinar Matamu
- Jangan Coba Raba-raba
- Mencari Ayah
- Para Perintis Kemerdekaan
- Di Bawah Lindungan Ka'bah
- Gengsi Dong (1980)
- Pacar Ketinggalan Kereta (1989)

## Discografía
- Colak-colek (1979)
- Raba-raba (1980)
- Ceplas-ceplos
- Gengsi Dong
- Wakuncar
- Murah Meriah
- Colak Colek II
- Rekayasa Cinta (2002)